# ويزلي كلاوديو كامبوس
ويزلي كلاوديو كامبوس (10 فبراير 1995 في البرازيل - ) هو لاعب كرة قدم برازيلي في مركز الدفاع. لعب مع غريميو بورتو أليغرينزي.

## وصلات خارجية
- ويزلي كلاوديو كامبوس على موقع قاعدة بيانات كرة القدم.إي يو (الإنجليزية)
- ويزلي كلاوديو كامبوس على موقع Soccerway.com (الإنجليزية)
- ويزلي كلاوديو كامبوس على موقع AS.com (الإسبانية)